# Sidi Bou Saïd
Koordinaten: 36° 52′ N, 10° 20′ O
Sidi Bou Saïd (arabisch سيدي بوسعيد, DMG Sīdī Bū Saʿīd) ist ein Künstlerdorf etwa 20 km nordöstlich von Tunis im Norden von Tunesien. Das Dorf liegt am Felsen von Karthago am Golf von Tunis.

## Geschichte
Das Dorf auf einem Felsvorsprung auf 134 m über Meer war früher der Religion geweiht. Hier lebten Marabouts, religiöse Einsiedler. Der Name ist eine Abkürzung des Namens eines Heiligen namens Abou Said ibn Khalef ibn Yahia Ettamini el Beji, der hier gelebt hat. Im Jahr 1207 ließ sich der Mystiker nieder, um den Sufismus zu entwickeln. Nach dem Tod wurde er heiliggesprochen. Der Hügel von Sidi Bou Saïd wird als heiliger Ort verehrt. Im 16. Jahrhundert ließen sich hier wie im ganzen Norden Tunesiens Mauren nieder, deren Architektur das Dorf bis heute prägt.
Im 19. Jahrhundert nahm der Ort den Namen Sidi Bou Saïd an. Gustave Flaubert besuchte den Ort, seinen Roman Salambo (1862) siedelte er entlang dieser Küste an. Später sollten auch andere französische Geistesgrößen, wie Colette, André Gide und Simone de Beauvoir, hier Halt machen. Der Philosoph Michel Foucault lebte in Sidi Bou Saïd von 1966 bis 1968.

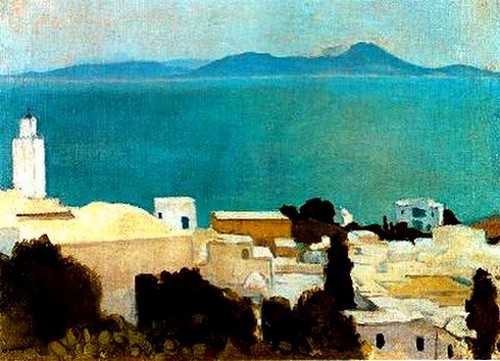
Albert Marquet: Minaret in Sidi Bou Saïd, 1923, Öl auf Tafel, 22 × 27 cm

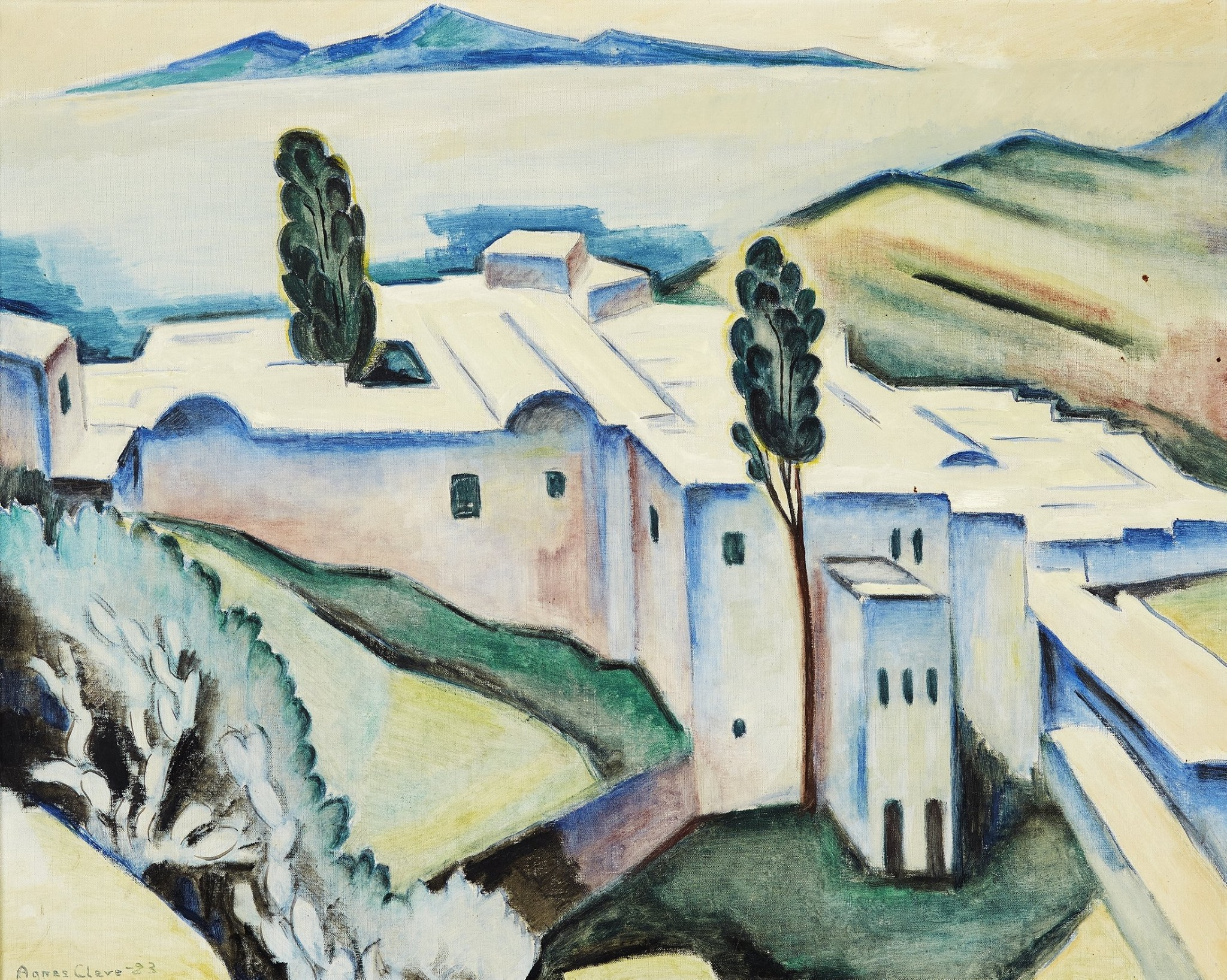
Agnes Cleve-Jonand: Kustvy fran Sidi Bou Said utanför Tunis, 1923, Öl auf Leinwand, 50 × 76 cm

Der französisch-britische Baron Rodolphe d’Erlanger ließ sich 1912 in dem damaligen Fischerdorf nieder und baute einen Palast. Er sorgte dafür, dass der Ort 1915 unter Denkmalschutz gestellt wurde. Als Maler und Musikliebhaber öffnete er seine Türen für Künstler, indem er Zusammenkünfte und Abende organisierte, wo Kunst, Musik und Literatur sich mischten. Zu den zeitweise in Sidi Bou Saïd lebenden Künstlern gehörten August Macke und Paul Klee während ihrer Tunisreise im Jahr 1914. Albert Marquet malte während seiner Hochzeitsreise 1923 in Sidi Bou Saïd das intensive Blau des Meeres im Kontrast zu den weiß getünchten Flachbauten. An seinen Aufenthalt im Jahr 1923 erinnert heute eine Gedenktafel.
Nach seinem Tod 1932 vererbte von Erlanger sein Kulturgut dem Protektorat Tunesien. Auch Heinrich Schröder fand hier Licht und Farbe. Die Schwedin Agnes Cleve-Jonand (1876–1951) malte den Ort während eines Aufenthalts 1923. Ein bedeutender einheimischer Künstler in Sidi Bou Saïd war der Maler Hamda Dniden.
Am 16. April 1988 wurde der hier im Exil lebende PLO-Vertreter Chalil al-Wazir von einem israelischen Kommando ermordet, nach der israelischen Diktion war dies eine „Gezielte Tötung“.

## Touristische Attraktionen
Der Touristenort ist vor allem durch seine schönen Farben, seinen Markt (Souk) und das Café des Nattes bekannt, das durch ein Aquarell August Mackes berühmt wurde. Dabei handelt es sich um ein typisch maurisches Café, in dem unter anderem traditionelle Shishas (Wasserpfeife) probiert werden können. Sidi Bou Saïd ist auch ein Treffpunkt für Künstler und des jungen inländischen Bürgertums. Der Ort ist bekannt für seine Architektur mit ihren alten restaurierten Palästen. Der Palast von Erlanger, Ennejma Ezzahra, ist als Centre des musiques arabes et méditerranéennes ein Zentrum der arabischen und Mittelmeermusik geworden. Er ist für die Öffentlichkeit zugänglich, die hier das Museum musikalischer Instrumente, die Architektur und die Gärten sehen kann.

## Verkehr
Die Bahnlinie TGM (Tunis–Goulette–Marsa) aus La Marsa, die mit Halt in La Goulette via einen Damm über den See von Tunis verkehrt, verbindet den Ort mit dem Bahnhof Tunis Marine in der Hauptstadt.

## Galerie

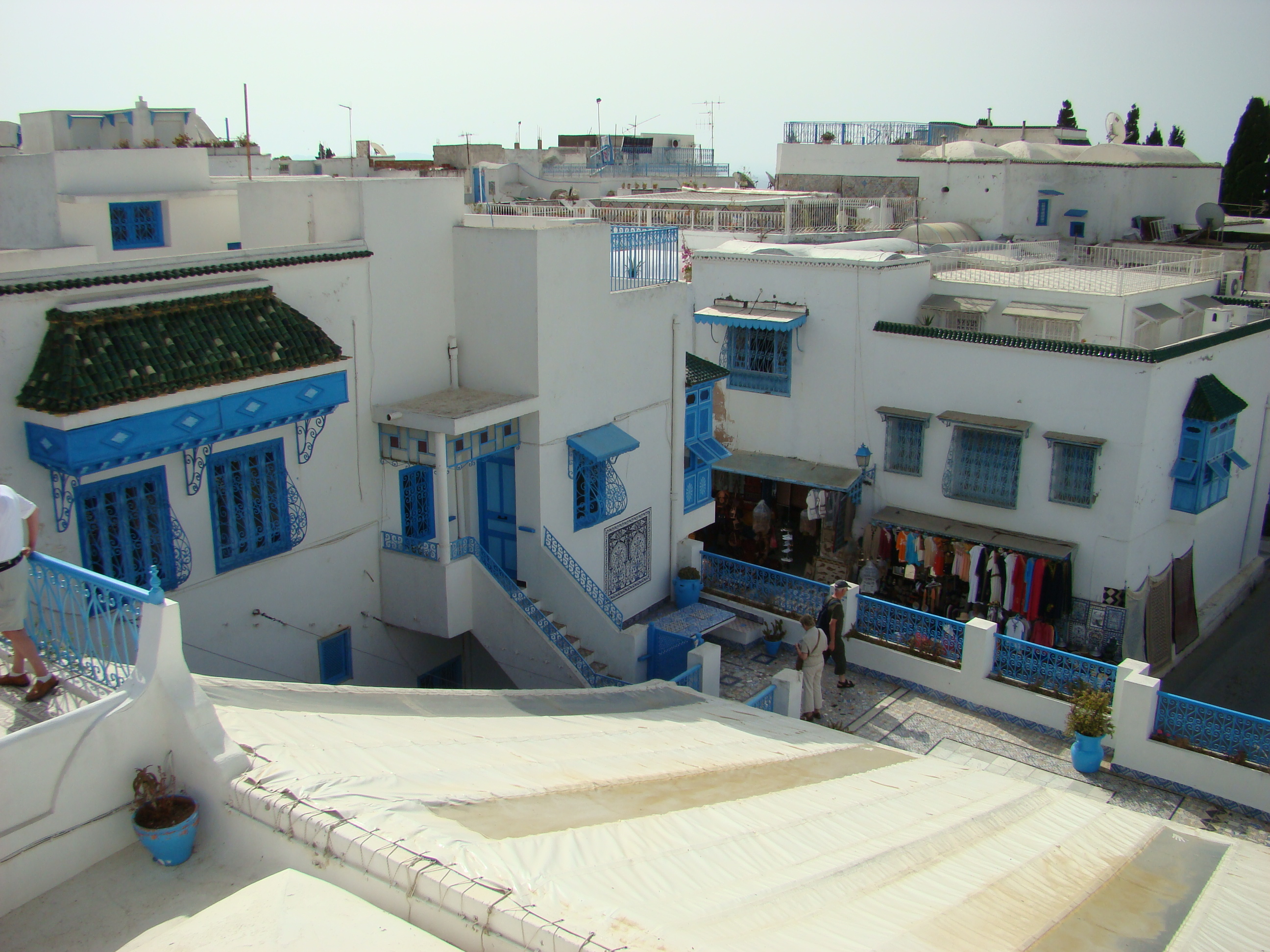
Sidi Bou Saïd mit seinen typischen Fassaden, blauen Erkern und Fensterziergittern
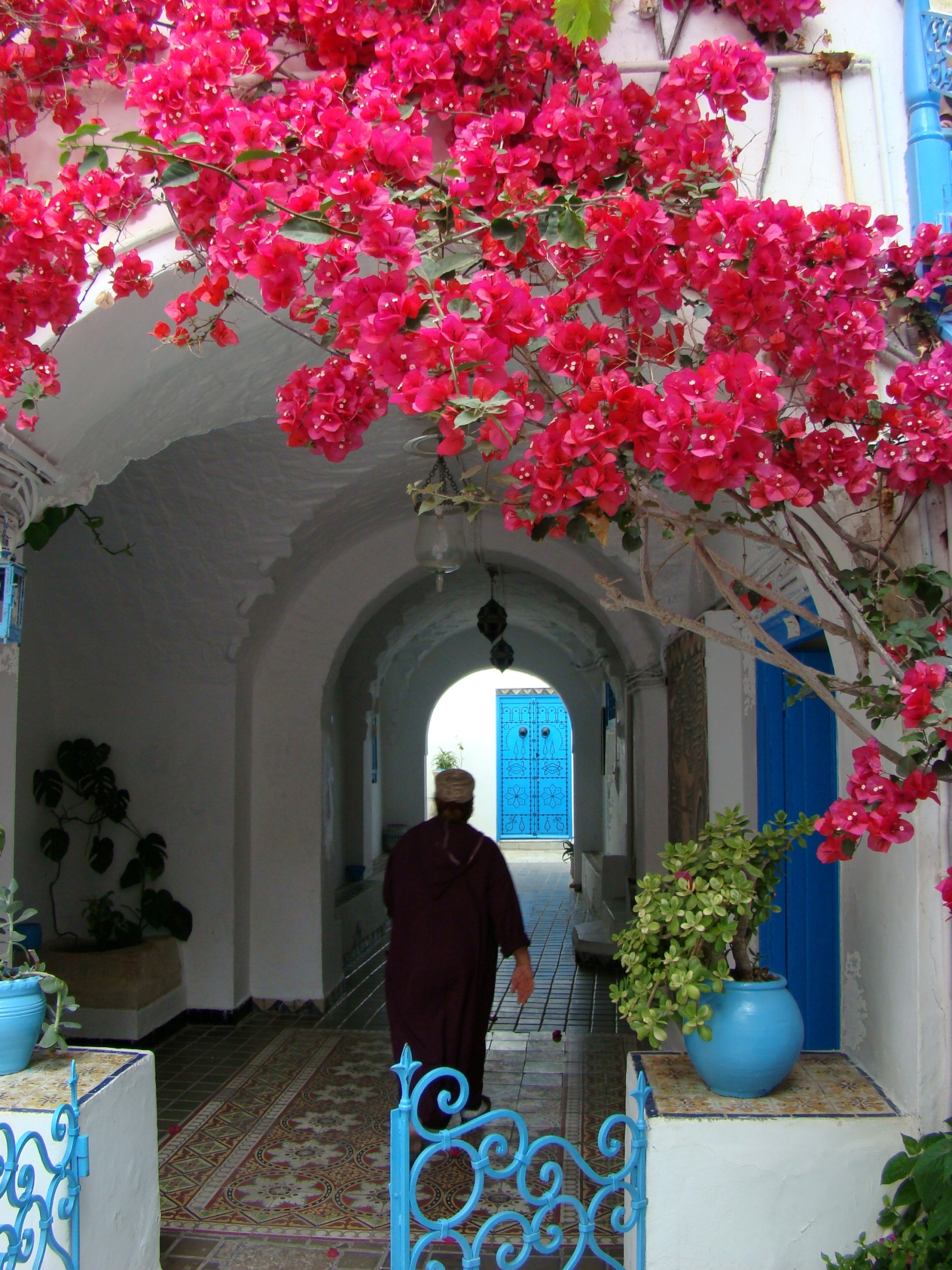
Im Innern einer Museumsvilla
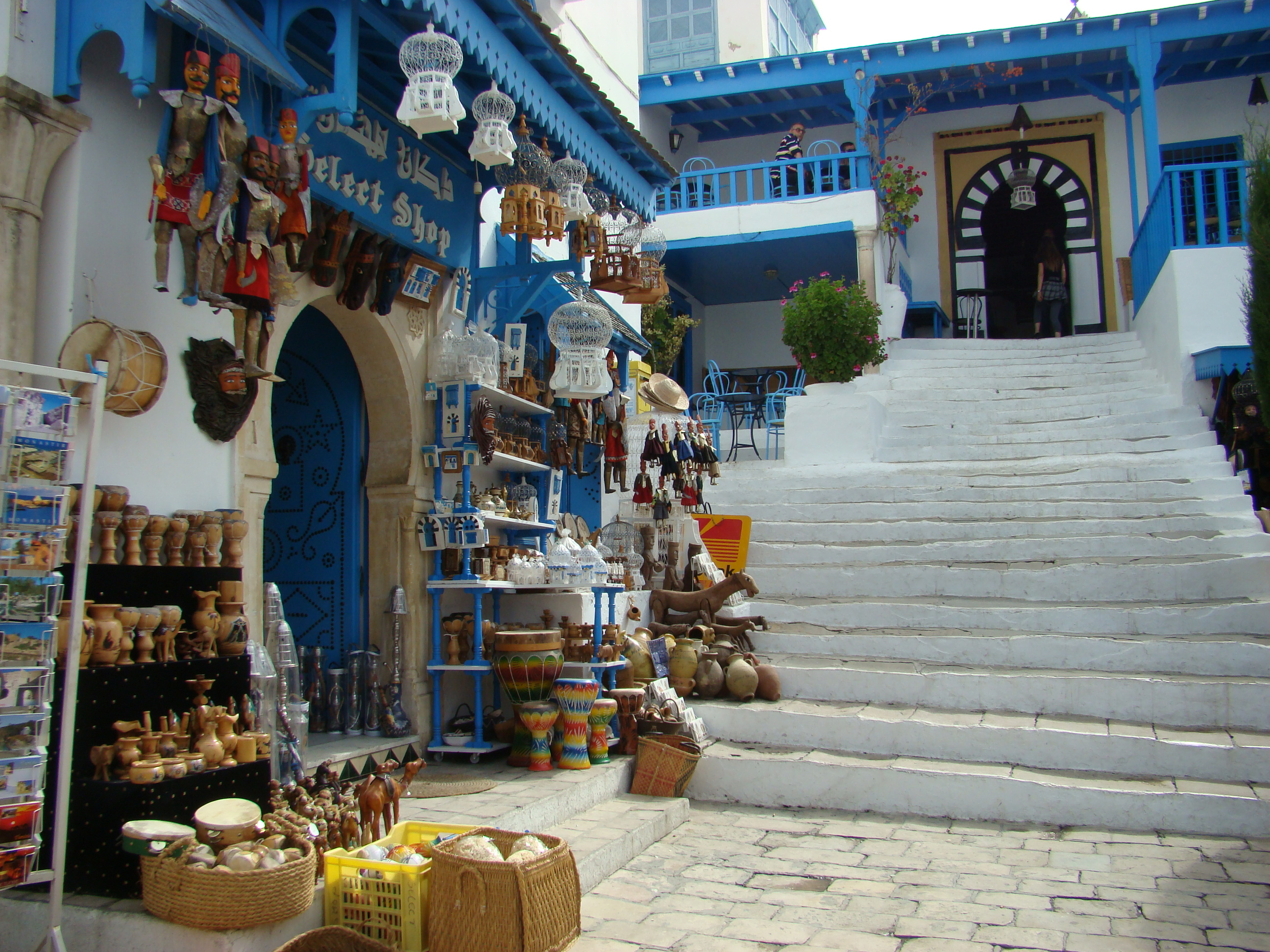
Die Hauptstraße mit Souvenirladen und Café
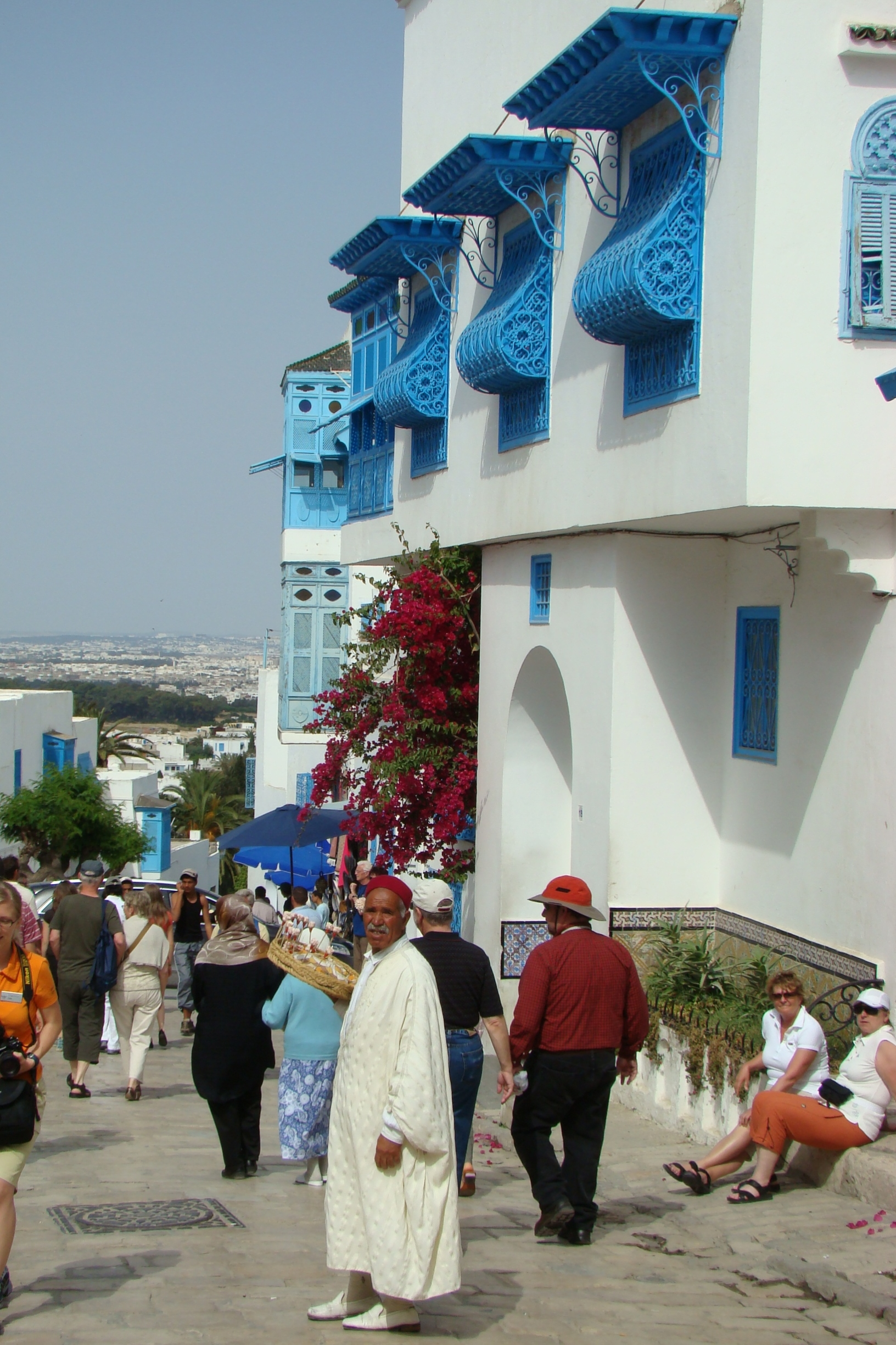
Die Hauptstraße mit Straßenverkäufer
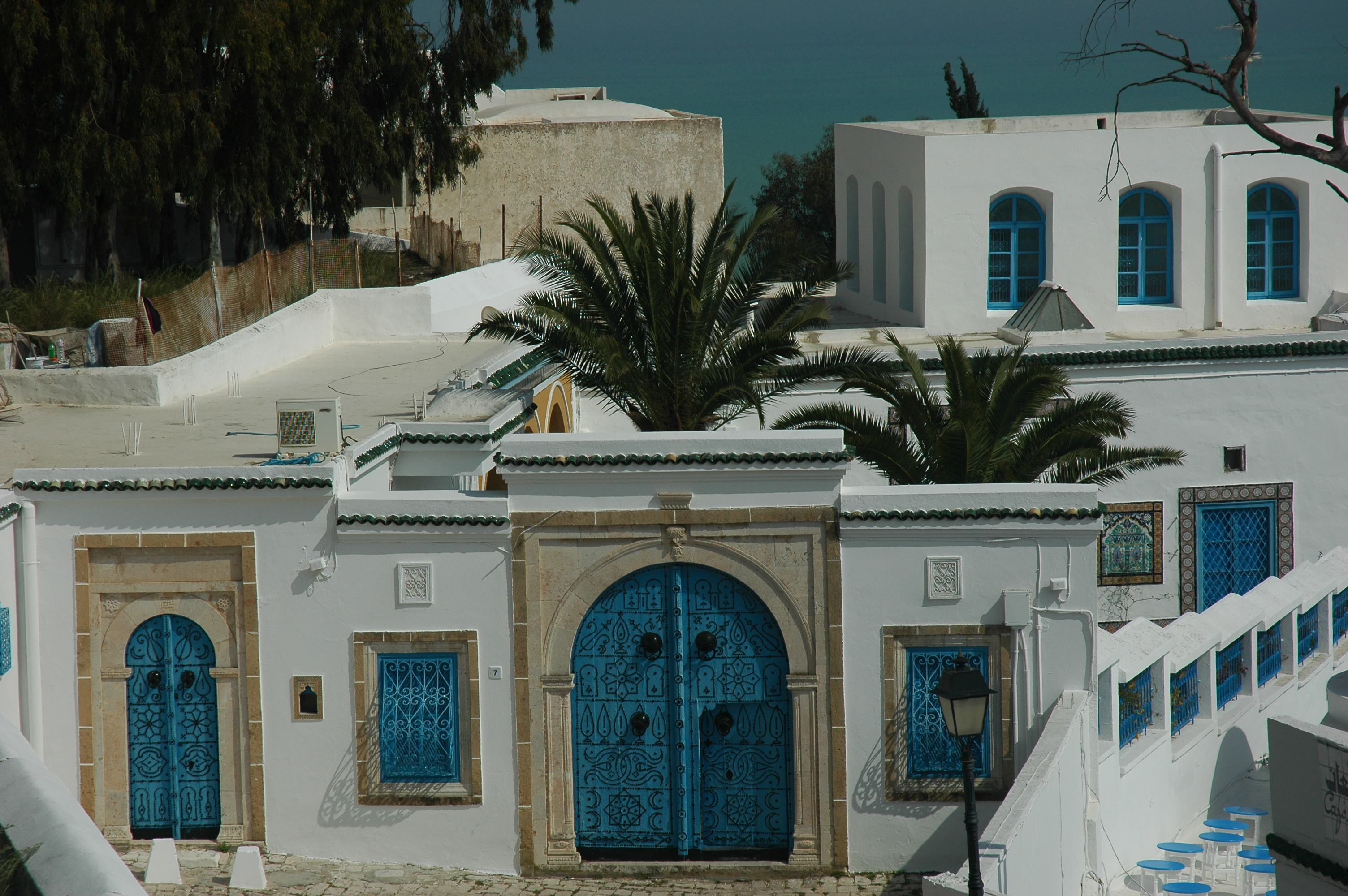
Verzierte blaue Türen